# 小行星974
小行星974（974 Lioba）是一颗围绕太阳公转的小行星。
該小行星以盎格魯-撒克遜本篤會修女利奧巴命名。

## 参数
这颗小行星的绝对星等为10.30等，自转周期为38.7小时。